# Austrian Open 2007
Austrian Open (tennis) 2007 — тенісний турнір, що проходив на ґрунтових кортах у місті Кіцбюель, Австрія з 23 липня . Належав до категорії International Series Gold, був турніром серії Austrian Open Kitzbühel 2007 року.

## Фінальна частина

### Одиночний розряд
Хуан Монако —  Потіто Стараче 5–7, 6–3, 6–4

### Парний розряд
Луїс Орна /  Потіто Стараче —  Томас Беренд /  Крістофер Кас 7–6(7–4), 7–6(7–5)